# Real (sieć handlowa)
Real – niemiecka sieć hipermarketów spożywczo-przemysłowych, należąca do inwestora finansowego SCP, a wcześniej do koncernu handlowego Metro AG.

## Działalność
Sieć obecna była w Niemczech, Turcji i Rumunii. W latach 1997–2016 (początek roku) posiadała również sieć sklepów w Polsce.
W 2023 roku spółka ogłosiła upadłość.

### Polska
Działalność w Polsce spółka rozpoczęła 29 listopada 1995. W 2012 roku spółka Real posiadała w Polsce 54 sklepy. Pod koniec 2012 roku zostały one sprzedane grupie Auchan (wraz z 37 innymi sklepami Real w Europie Środkowej). Transakcja ta została zrealizowana dopiero w styczniu 2014, po udzieleniu przez Urząd Ochrony Konkurencji i Konsumentów warunkowej zgody na przejęcie hipermarketów Real przez Auchan. Warunkiem była odsprzedaż ośmiu hipermarketów podmiotom niezależnym od Auchan, dającym gwarancję dalszego funkcjonowania tych sklepów. W marcu 2015 ogłoszono, że wszystkie osiem hipermarketów przejmie francuska grupa Schiever. Od września 2015 siedem z nich zaczęło funkcjonować pod szyldem Bi1.